# Комаров-Завод
Комаро́в-Заво́д (тат. Комаров-Завод) — деревня в Балтасинском районе Республики Татарстан, в составе Нуринерского сельского поселения.

## География
Деревня находится на реке Кугуборка, в 31 км к северо-востоку от районного центра — посёлка городского типа Балтаси.

## История
Деревня основана в начале XIX века. В дореволюционных источниках упоминается также под названием Новое Чутаево (Яңа Чутай).
До 1860-х годов жители относились к категории государственных крестьян. Основные занятия жителей в этот период – земледелие и скотоводство, был распространён кожевенный промысел.
В «Списке населенных мест по сведениям 1859—1873 годов», изданном в 1876 году, населённый пункт упомянут как казённая деревня Комаров Завод 3-го стана Малмыжского уезда Вятской губернии. Располагалась при речке Кугуборке, в 18 верстах от уездного города Малмыжа и в 6 верстах от становой квартиры в казённом селе Цыпья. В деревне, в 77 дворах жили 458 человек (229 мужчин и 229 женщин), была мечеть.
В 1892 году построена вторая мечеть. В конце XIX века земельный надел сельской общины составлял 822,4 десятины.
В 1918—2011 годах в деревне действовала начальная школа.
До 1920 года деревня входила в Нижне-Четаевскую волость Малмыжского уезда Вятской губернии. С 1920 года в составе Арского кантона ТАССР. С 10 августа 1930 года в Тюнтерском (со 2 марта 1932 года — Балтасинский), с 4 августа 1938 года в Ципьинском, с 16 июля 1958 года в Балтасинском, с 1 февраля 1963 года в Арском, с 12 января 1965 года в Балтасинском районах.
В 1932 году организован колхоз «Ирек».

## Население
| 1859 | 1884 | 1905 | 1920 | 1926 | 1938 | 1949 | 1958 | 1970 | 1979 | 1989 | 2002 | 2010 | 2015 |
| ---- | ---- | ---- | ---- | ---- | ---- | ---- | ---- | ---- | ---- | ---- | ---- | ---- | ---- |
| 458  | 659  | 890  | 951  | 891  | 567  | 335  | 190  | 190  | 145  | 117  | 100  | 92   | 90   |

Национальный состав деревни — татары.

## Экономика
Жители работают преимущественно в СХПК «Кызыл Юл», ООО «Нуринер» (с 2009 г.), занимаются молочным скотоводством, полеводством.

## Инфраструктура
В селе действуют сельский клуб, фельдшерско-акушерский пункт.

## Религия
Мечеть (2007 год).

## Известные люди
- Г. Г. Габдрахимов (1906–1994) – Герой Социалистического Труда, кавалер ордена Ленина